# Vuoksi
Der Vuoksi (deutsch veraltet Wausee; schwedisch Vuoksen) – so die finnische Namensform, die russische lautet Вуокса (Wuoksa) – ist ein Fluss in Finnland und Russland, der das Saimaa-Seensystem entwässert. Dabei durchschneidet er den ersten Salpausselkä-Höhenrücken und fließt zum östlich gelegenen Ladoga-See.
An seinem Lauf liegen die Kleinstädte Imatra und Swetogorsk.
Der Vuoksi fließt durch typisch skandinavische Stauungen, dabei wechseln sich See- und Flussbettstrecken ab.
Das Einzugsgebiet umfasst 68.500 km², davon liegen 52.697 km² in Finnland. Ein größerer Nebenfluss des Vuoksi ist die Woltschja, die bei Lossewo von rechts mündet.

## Historischer Flusslauf

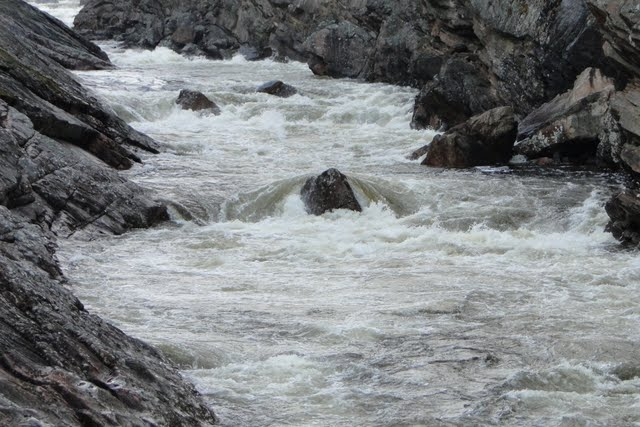
Historischer Lauf des Vuoksi

Bis 1857 machte der Vuoksi bei Lossewo einen Bogen nach Norden, durchfloss den Vuoksisee und mündete dann bei Priosersk (⊙) in den Ladogasee. Mit dem Bau eines Entwässerungsgrabens am Suchodolskoje-See entstand ein neuer südlicher Abflussarm des Vuoksi, der durch diesen 40 km langen See und über dessen neuen Abfluss zum Ladogasee führt. Der Wasserstand im alten Nordarm sank daraufhin stark ab, so dass dieser heute die meiste Zeit vom restlichen Flusslauf getrennt ist. In diesen ursprünglichen Flusslauf mündet bei Priosersk der Ilmenjoki.

## Energiegewinnung
Beide Anrainer, Finnland und Russland, nutzen den Vuoksi zur Energiegewinnung. Der berühmte Imatrafall wurde zur Energiegewinnung umgebaut, die 18,4 m hohen Fälle werden seit 1928 durch Umleitung des Wassers zur Stromerzeugung genutzt. Nur noch von Mittsommer bis Mitte August lässt man jeden Tag durch Öffnung der Schleusentore ab 18:00 Uhr für 20 Minuten das Wasser im alten Flussbett laufen. Dann kann der Besucher die Fälle von einer Bogenbrücke oder einem unterhalb gelegenen Park betrachten. Dazu wird das Stück Es kocht der Strom von Jean Sibelius gespielt.
Am Fluss steht das luxuriöse Imatran Valtionhotelli, ein im Jugendstil gehaltenes Hotel.